# Броз Тито, Иосип
Ио́сип Броз Ти́то (сербохорв. и макед. Јосип Броз "Тито", сербохорв. и словен. Josip Broz "Tito"), при рождении Иосип Броз (здесь Ти́то — партийный псевдоним, соединившийся с фамилией); (7 мая 1892 года, Кумровец, Королевство Хорватия и Славония, Австро-Венгрия — 4 мая 1980 года, Любляна, СР Словения, СФР Югославия) — югославский революционер, политический, государственный, военный и партийный деятель; президент Югославии с 1945 года вплоть до своей смерти в 1980 году; руководитель Коммунистической партии Югославии (КПЮ) с декабря 1937 года, председатель Союза коммунистов Югославии с 1966 года.
В период Второй мировой войны Тито был лидером югославских партизан, которых часто называют самым эффективным движением сопротивления в оккупированной Европе. Он был популярной фигурой как в Югославии, так и за рубежом. Кавалер советского ордена «Победа».
Его внутренняя политика, которую считали объединяющим символом, сохраняла мирное сосуществование народов Югославской федерации. Он привлекал к себе дополнительное внимание мира тем, что был главным лидером Движения неприсоединения и сотрудничал с Джавахарлалом Неру в Индии, Гамалем Абделем Насером в Египте, Сукарно в Индонезии и другими.
После смерти Тито в 1980 году между югославскими республиками начали возникать трения. В 1991—1992 годах СФРЮ прекратила своё существование, после чего на территории составлявших её республик вспыхнула серия вооружённых конфликтов, продолжавшихся вплоть до конца 1990-х годов. Их последствия до сих пор оказывают влияние на жизнь бывших югославских республик.

## Биография

### Ранние годы жизни

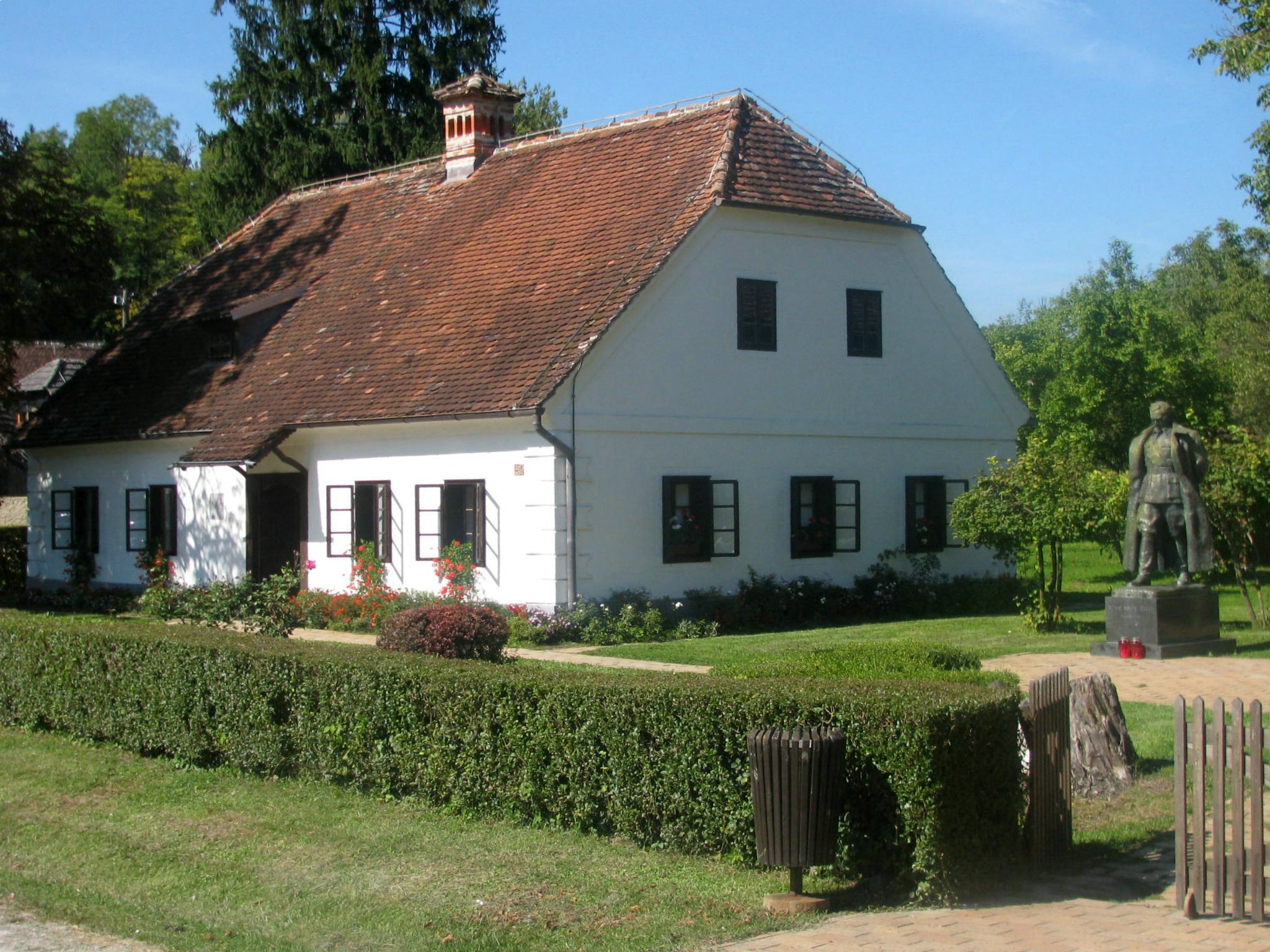
Родной дом Тито в селе Кумровец

Иосип Броз родился 7 мая 1892 года в хорватском селе Кумровеце, в то время входившем в состав Австро-Венгрии. При рождении был крещён в Католической церкви. Позднее он указывал в качестве года своего рождения 1893 год, а датой рождения выбрал 25 мая. Существуют различные мнения о том, что именно побудило Тито сменить дату рождения. Так, по версии сербского исследователя В. Винтерхалтера, Тито принял новую дату рождения в память о дне 1944 года, когда немцы предприняли неудачную попытку устранить его. Автор биографии Тито в серии «ЖЗЛ» Е. В. Матонин считает, что Тито просто перенёс празднование своего дня рождения из-за боёв. Причём, по мнению Матонина, произошло это до 1944 года — так как в 1944 году немцы уже знали о том, что Тито празднует день рождения 25 мая, и специально назначили свою операцию на эту дату. Как бы то ни было именно 25 мая считалось в СФРЮ официальным днём рождения Тито.
Отец будущего югославского лидера, Франьо (Франц) Броз (хорв. Franjo Broz), был хорватом: на момент рождения Тито его семья жила в Кумровце уже три века. В книге, написанной постоянным биографом Тито Владимиром Дедиером, югославский лидер так отзывается об отце: «Он был всё время пьян, ругался в бога, душу и мать и мог вполне ударить кого-нибудь из детей без всякой на то причины». Мать Иосипа, Мария Броз, урождённая Явершек (словен. Marija Broz, Marija Javeršek) была словенкой из села Подсреда, расположенного в 16 километрах от Кумровца. По словам Тито, она была высокой белокурой женщиной — энергичной, экономной, строгой, но справедливой и очень набожной. Несмотря на смешанное происхождение (отец — хорват, мать — словенка), многие исследователи считают Тито этническим хорватом. В семье Брозов было, по разным данным, либо 10, либо 15 детей, причём часть из них умерли в младенчестве либо в раннем детстве. Иосип был седьмым по счёту ребёнком. Вся семья, включая двоюродных братьев и сестёр Иосипа, жила в доме — самом большом доме в Кумровце — который Франьо Броз унаследовал от своих предков, вместе с поместьем на 4 гектара.
Большую часть своего раннего детства Иосип провёл в Подсреде, в доме своего деда по материнской линии Мартина Явершека (словен. Martin Javeršek), который тепло относился к внуку. Там он научился играть на пианино. Этот период оказал большое влияние на формирование будущего югославского лидера.
В 1900 году Иосип вернулся в Кумровец, чтобы начать учёбу в школе. К этому времени он говорил по-словенски гораздо лучше, чем по-хорватски. В первый год учёбы будущий югославский лидер испытывал трудности с овладением хорватским языком, на котором велось обучение, и получал плохие оценки по чтению и чистописанию — при том, что по остальным предметам учился неплохо. Впоследствии Тито всю жизнь писал по-сербохорватски с орфографическими ошибками и говорил с сильным словенским акцентом. Кроме учёбы он должен был помогать родителям по хозяйству — пасти скот, обрабатывать мотыгой посевы, пропалывать грядки, собирать с соседей деньги, которые его отец давал им в долг. В 1904 году он окончил школу.
В детстве Иосип мечтал стать портным: страсть к красивой и элегантной одежде он сохранил и впоследствии. Однако по настоянию матери, желавшей, чтобы сын стал священником, он поступил в церковь мальчиком-служкой. Оттуда он вскоре ушёл из-за конфликта со священником, который отвесил ему оплеуху.
В 1907 году Франьо Броз попытался отправить сына на заработки в США, однако семье не удалось собрать денег на билет. После этого пятнадцатилетний Иосип отправился в город Сисак, где его двоюродный брат Юрица (хорв. Jurica Broz) проходил военную службу. Сначала Иосип, по протекции Юрицы, устроился на работу официантом: как признавался Тито сорок лет спустя, его привлекло то, что официанты, в его представлении, должны были красиво одеваться. Однако эта работа не понравилась ему, и он был вынужден искать другую.
Новым наставником Броза стал слесарь-чех Никола Карас (чеш. Nikola Karas), который взял его на три года в ученики, предоставив, наряду с возможностью учиться ремеслу, жильё и питание. Свою рабочую униформу Иосип оплатил сам, так как у его отца не было возможности оплатить её. Сведения об отношениях между Карасом и Брозом, а также о роли Караса в становлении Тито как социалиста противоречивы. Биограф Тито Дж. Суэйн пишет, что Карас симпатизировал социалистам, и что именно он вовлёк своего ученика в социалистическое движение. Вышеупомянутый Е. В. Матонин считает, что отношения Иосипа с наставником были натянутыми, а в социалистическое движение Броза вовлёк не он, а два его помощника — Шмидт и Гаспарич. Как бы то ни было, в 1909 году Броз активно включился в социалистическую деятельность — начал читать, а впоследствии и распространять социалистическую газету Slobodna Reč (хорв. Свободное слово), принимал участие в первомайских демонстрациях.
В сентябре 1910 года Иосип окончил своё обучение и стал квалифицированным слесарем. После этого он переехал в Загреб, где сумел найти работу благодаря связям, приобретённым в Сисаке. Там же, в Загребе, он вступил в Союз рабочих-металлистов и Социал-демократическую партию Хорватии и Славонии.

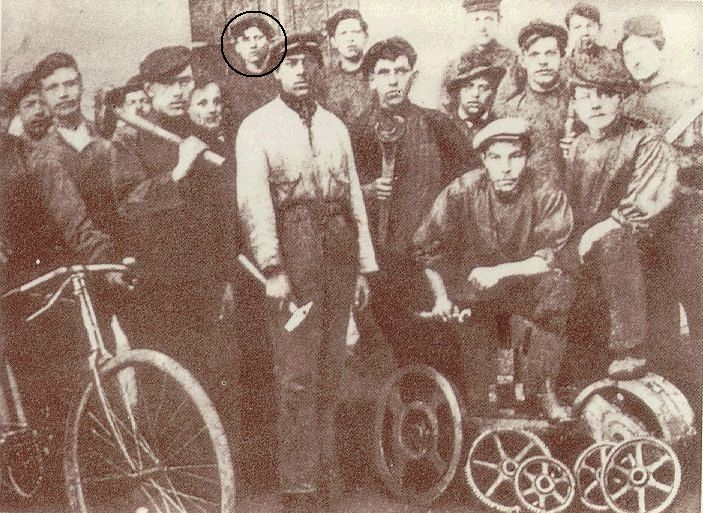
Иосип Броз (отмечен кругом) среди рабочих на фабрике в Камнике. 1911 год

В декабре 1910 года Броз вернулся в Кумровец, однако уже в начале 1911 года вновь покинул родное село, отправившись на поиски работы. За несколько месяцев он сменил множество мест жительства и работы — жил в Любляне, Триесте, вновь в Кумровце. Весной 1911 года вернулся в Загреб, где работал в мастерской по ремонту велосипедов; принял участие в первомайской забастовке. Недолго поработав в Любляне, в мае 1911 года устроился на фабрику в Камнике. Там же, в Камнике, вступил в местный сокольский клуб, в деятельности которого принимал активное участие. После закрытия фабрики в мае 1912 года его взяли на работу на завод в чешском селе Ченков. В Ченкове Иосип включился в забастовку местных чешских рабочих, протестовавших против попытки работодателя заменить их более дешёвой рабочей силой из других регионов страны; в итоге бастующим удалось отстоять свои места. Позже Броз переехал в Пльзень, где некоторое время работал на заводах компании Škoda, а затем отправился в Мюнхен. Работал на автомобильной фабрике Benz в Мангейме, посетил Рур. В октябре 1912 года прибыл в Вену, где жил со своим старшим братом Мартином и его семьёй. Там он работал на заводах Гридля, после чего перешёл на завод Даймлера в Винер-Нойштадте, где занимался тест-драйвом машин. За эти годы он неплохо научился фехтовать и танцевать, овладел немецким языком и научился бегло говорить по-чешски.

### Служба в австро-венгерской армии. Первая мировая война
В мае 1913 года Броз был призван в Императорскую и королевскую армию Австро-Венгрии, где должен был прослужить два года. При оформлении призывника была допущена ошибка в дате рождения — её записали как 5 марта 1892 года. Сначала его определили служить в Вену, но затем, по его собственной просьбе, перевели в 25-й домобранский Загребский пехотный полк. Зимой 1913—1914 годов новобранец Броз прошёл обучение катанию на лыжах, после чего он был послан в Будапешт для обучения в школе унтер-офицеров. Окончив школу, Броз получил звание старшего унтер-офицера, став (в свои 22 года) самым молодым носителем этого звания в своём полку, а по данным биографа Тито Джаспера Ридли — и во всей австро-венгерской армии. В армии Броз, успешно используя полученные до призыва фехтовальные навыки, одержал ряд побед в соревнованиях по фехтованию: в 1914 году он выиграл полковой чемпионат, а в мае того же года занял второе место на общеармейском чемпионате по фехтованию в Будапеште.
В августе 1914 года Австро-Венгрия вступила в Первую мировую войну, в связи с чем 25-й домобранский Загребский пехотный полк был передислоцирован к сербской границе. После этого старший унтер-офицер Броз был арестован за подстрекательство к мятежу и заключён в Петроварадинскую крепость приграничного города Уйвидек (ныне сербский Нови Сад). Сам Тито впоследствии сообщал противоречивые сведения об этом аресте. В интервью одному из своих биографов он говорил, что его арестовали за то, что он высказывал намерение дезертировать к русским, в другой своей биографии Тито утверждал, что арест произошёл из-за технической ошибки. Наконец, существует третья версия ареста Броза — по ней его посадили в крепость за пораженческие настроения: будущий югославский лидер в одной из частных бесед сказал, что надеется на поражение австро-венгерской армии в войне. Вскоре, однако, инцидент был исчерпан: Броз был освобождён из крепости и полностью оправдан.
До начала 1915 года 25-й полк сражался на сербском фронте, затем он был направлен на Восточный фронт, в Галицию. На русском фронте Броз был разведчиком, в разведке проявил себя храбрым солдатом и хорошим командиром. Однажды взвод разведчиков, которым он командовал, перешёл линию фронта и взял в плен 80 русских солдат, после чего успешно вернулся со взятыми «языками» на свои позиции. За доблесть и инициативу в разведке Броз был представлен к медали за храбрость: данные об этом были обнародованы только в 1980 году, после его смерти.

### В русском плену. Революции 1917 года

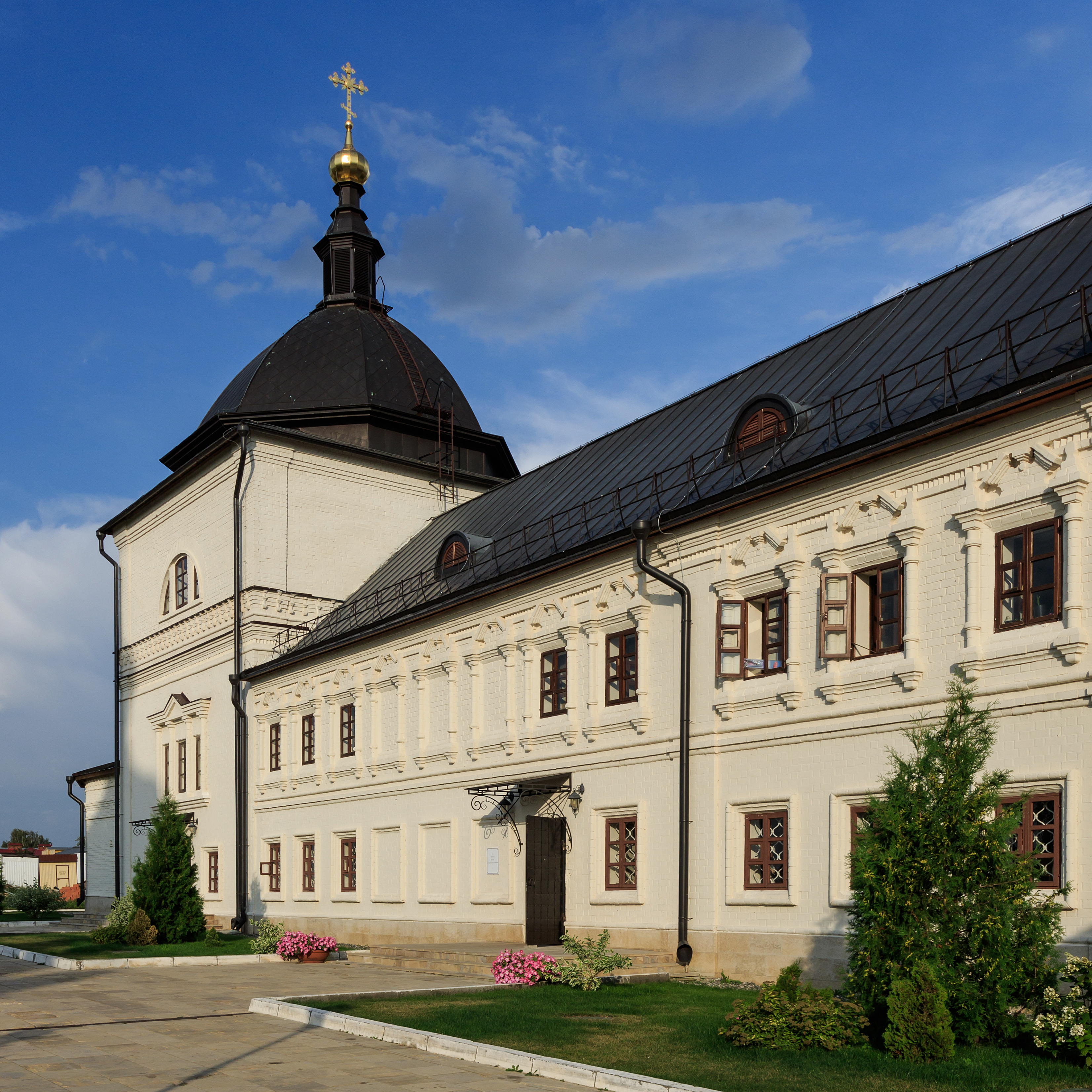
Братский корпус Свияжского Успенского монастыря, где размещалась монастырская больница

Весной 1915 года в бою на Днестре, около села Миткеу (Буковина), старший унтер-офицер Броз при отражении попытки прорыва фронта русскими войсками был ранен в спину пикой кавалериста-черкеса русской армии, после чего попал в плен. Точная дата пленения Броза в разных источниках называется разная: обычно её определяют как 25 марта, но, например, британский журналист Ричард Уэст пишет, что Броза пленили 21 марта, а вышеупомянутый Джаспер Ридли приводит дату 4 апреля.
В плену Броз провёл 13 месяцев в приволжском городе Свияжске, где лечился от пневмонии и тифа в импровизированном лагерном госпитале, размещённом в здании Свияжского Успенского монастыря. Во время пребывания в госпитале он выучил русский язык: в этом ему помогли две местные школьницы.
В середине 1916 года Иосип Броз выздоровел от пневмонии. Русские власти предложили Брозу вступить в ряды формировавшегося из пленных Сербского добровольческого корпуса, однако тот отказался: это, по мнению Ричарда Уэста, свидетельствует о том, что Броз сохранял верность монархии Габсбургов и противоречит более поздним утверждениям Тито о том, что он с нетерпением ждал крушения Австро-Венгрии. После этого его перевели в трудовой лагерь для военнопленных в городе Ардатове Симбирской губернии (ныне — Республика Мордовия). Там он работал на мельнице — вначале в селе Тургенево, затем в селе Каласево. В Каласеве Иосип повстречал свою первую любовь — девушку по имени Агафья Бирюкова. Кроме того, Броз запомнился в Ардатове как организатор первого футбольного матча — в нём команда пленных австро-венгров играла против команды жителей города.
В конце 1916 года Броза вновь перевели — на этот раз в город Кунгур, из-за чего он был вынужден прекратить отношения с Агафьей Бирюковой. В Кунгуре Броз работал слесарем-механиком, кроме того он был назначен старшим среди военнопленных лагеря. Там же он впервые познакомился с большевиками. Однако вскоре его отношения с администрацией испортились: заметив, что персонал лагеря присваивает себе продуктовые посылки Красного Креста, Броз пожаловался лагерному начальству, за что был заключён в Кунгурский тюремный замок.
В ходе народных волнений, вызванных Февральской революцией, Броз был освобождён из тюремного замка, но вскоре был вновь помещён в лагерь. В июне 1917 года он бежал из лагеря (который к тому времени уже практически не охранялся) и сел в товарный поезд, следовавший в Петроград, желая устроиться на Путиловский завод. Участвовал в Июльской демонстрации: по собственному признанию, не был в то время убеждённым сторонником большевиков, а «пошёл вместе со всеми». После расстрела демонстрации бежал в Финляндию, однако был схвачен. К тому времени Броз хорошо владел русским языком (как литературным, так и вятским диалектом), поэтому его приняли за русского и заключили в Петропавловскую крепость. Там он содержался в течение трёх недель — пока его личность не была установлена. После этого он был вновь отправлен в Кунгур, однако под Екатеринбургом сумел бежать из поезда и сесть в другой поезд, следующий до Омска. По утверждению Джаспера Ридли, в поезде Екатеринбург — Омск Брозу удалось обмануть полицию, которая искала сбежавшего австрийского военнопленного, выдав себя за русского.

### Гражданская война в России
В Омске поезд, на котором ехал Броз, был остановлен местными красногвардейцами, которые рассказали ему о произошедшей в Петрограде революции и предложили вступить в их ряды. Броз согласился, и поступил на службу в красногвардейский отряд, составленный из бывших военнопленных. Зимой 1917 года стал кандидатом в члены партии большевиков, вступив в югославскую секцию РСДРП(б).
В 1918 году отряд Броза был разгромлен белогвардейскими частями в бою на станции Марьяновка. Будущий югославский лидер бежал в село Александровское под Омском, где скрывался около года, работая механиком на мельнице у зажиточного крестьянина-казаха Исы Жексенбаева. В 1918 году Жексенбаев женил Броза на 14-летней Пелагее Белоусовой, уроженке соседнего села Михайловка, и построил молодожёнам отдельный бревенчатый дом.
В конце 1919 года село Александровское, бывшее до этого под контролем Русской армии, было занято Красной армией, что позволило Брозу перейти на легальное положение и вернуться в Омск. 7 сентября 1920 года Броз и Белоусова зарегистрировались гражданским браком в Боголюбском райисполкоме Омской области: Иосип вступил в брак под именем Иосиф Брозович, Пелагея также взяла себе фамилию Брозович. В конце 1920 года супруги Брозович покинули Россию и уехали в Югославию.

### Участие в коммунистическом движении Югославии

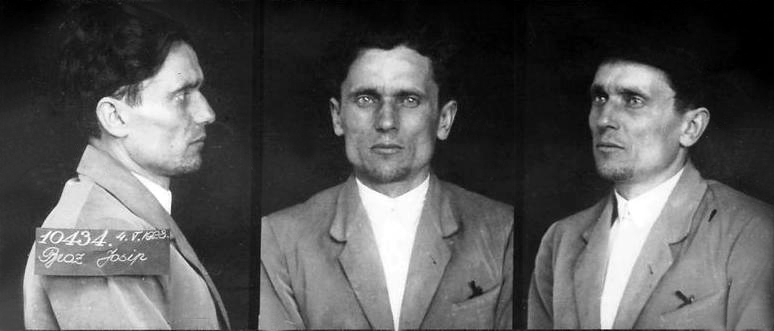
Иосип Броз на допросе в Лепоглавской тюрьме, 1928

После возвращения на родину, ставшую частью Югославии, в 1920 году Броз стал членом КП Югославии (КПЮ). В конце того же года компартия была запрещена, в 1921 году подверглась репрессиям и была разгромлена.
С 1925 года по 1926 год Иосип работал на судоверфи в Кралевице, где создал и возглавил коммунистическую партийную организацию. В 1926 году вернулся в Загреб, где стал участвовать в профсоюзном движении. В 1927 году стал организационным секретарём Загребского горкома КПЮ.
Неоднократно подвергался преследованиям и арестам. В августе 1928 года после очередного ареста был обвинён в коммунистической пропаганде. 21 февраля 1929 года приговорён к 5 годам и 7 месяцам каторжных работ. После освобождения в 1934 году вошёл в руководство КПЮ.
В 1934—1936 годах работал в Москве: в Коминтерне, был директором Издательства иностранных рабочих в СССР. Согласно некоторым историкам в это время Тито вынужден был писать доносы на югославских коммунистов и передавал их через Караиванова. В декабре 1937 года вернулся в Югославию и возглавил Коммунистическую партию Югославии вместо расстрелянного в СССР генерального секретаря КПЮ Милана Горкича. Вновь посещал Москву в августе 1938 — январе 1939 годов и в сентябре — ноябре 1939 года.
Во время работы в КПЮ Броз получил прозвище «Тито», которое вскоре стало и частью его фамилии. По одной из версий, у Броза была привычка кратко объяснять однопартийцам, что и как надо делать: «Ты это („ти то“ по-хорватски) сделаешь» — отсюда и могло произойти такое прозвище. Сам же Броз отрицал подобную версию и говорил, что Тито — это просто хорватская фамилия, не означающая чего-либо. Считается, что Тито использовал за свою жизнь более 30 псевдонимов.
Статус Тито как Генерального секретаря Компартии Югославии был закреплен на V подпольной партийной конференции в Загребе, прошедшей в октябре 1940 года.

### Вторая мировая война

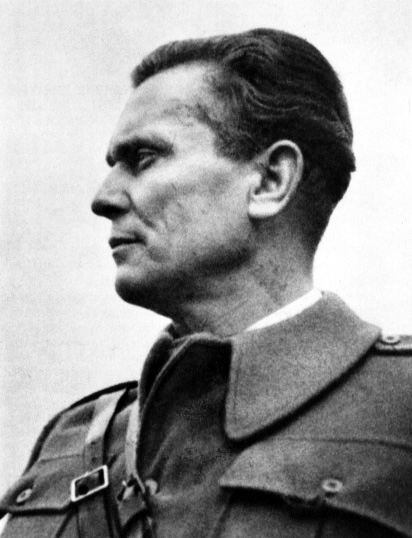
Тито в 1942 году

После того, как нацистская Германия и её союзники в 1941 году захватили Югославию, социалисты и коммунисты одними из первых организовали сопротивление. Были организованы партизанские отряды, составившие Народно-освободительную армию Югославии, во главе которой с 4 июля 1941 года встал Тито. Югославское партизанское движение было одним из самых успешных, партизаны контролировали большие территории.
В первые месяцы борьбы югославские коммунисты и социалисты в ходе войны с оккупантами и колаборационистами сотрудничали с четниками. В августе-сентябре партизаны и четники провели ряд совместных операций. В сентябре состоялась личная встреча между Тито и руководителем четников Драголюбом Михаиловичем. Однако вскоре идеологические противоречия и неоднократные проигрыши дали о себе знать, и союз перерос в противостояние.
27 октября 1941 года на встрече в деревне Браичи было достигнуто соглашение об учреждении совместного командования войсками четников и партизан. Однако с ноября четники и социалистические и коммунистические партизаны вели между собой настоящую гражданскую войну. Четники поначалу считали, что надо ждать десанта союзников и потом включиться в активную войну с немцами и их союзниками, но довольно быстро они перешли к наступательным действиям. Тито и партизаны же считали, что надо сразу и без промедления вступить в войну с ними.
После капитуляции Италии отряды НОАЮ пытались овладеть территориями, ранее оккупированными итальянцами. Югославское правительство в эмиграции признало Тито верховным командующим. Американцы, британцы и остальные союзники оказывали свою помощь четникам и НОАЮ, в том числе и военную, нанося авиационные удары по объектам противника на территории Хорватии.
25 мая 1944 года в городе Дрвар, где размещалось командование НОАЮ, был высажен немецкий воздушный десант с целью захвата или убийства Тито (операция «Ход конём»), но операция не удалась. Осенью того же года НОАЮ, совместно с Красной Армией и войсками Болгарии, провела с 28 сентября по 20 октября успешную Белградскую наступательную операцию, предварительно согласованную с Тито, который 21 сентября прибыл на советском самолёте в Румынию, а оттуда вылетел в Москву, где встретился со Сталиным. Совместно с силами Болгарии и частями Красной Армии НОАЮ освободила страну. За роль в победе над гитлеровской коалицией Тито осенью 1945 года стал последним (не считая более позднего и впоследствии отменённого награждения Брежнева) кавалером ордена «Победа».

### Во главе Югославии

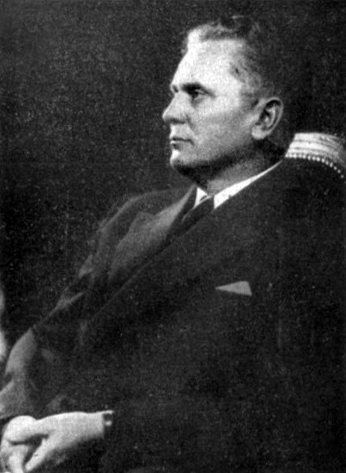
Иосип Броз Тито в 1949 году

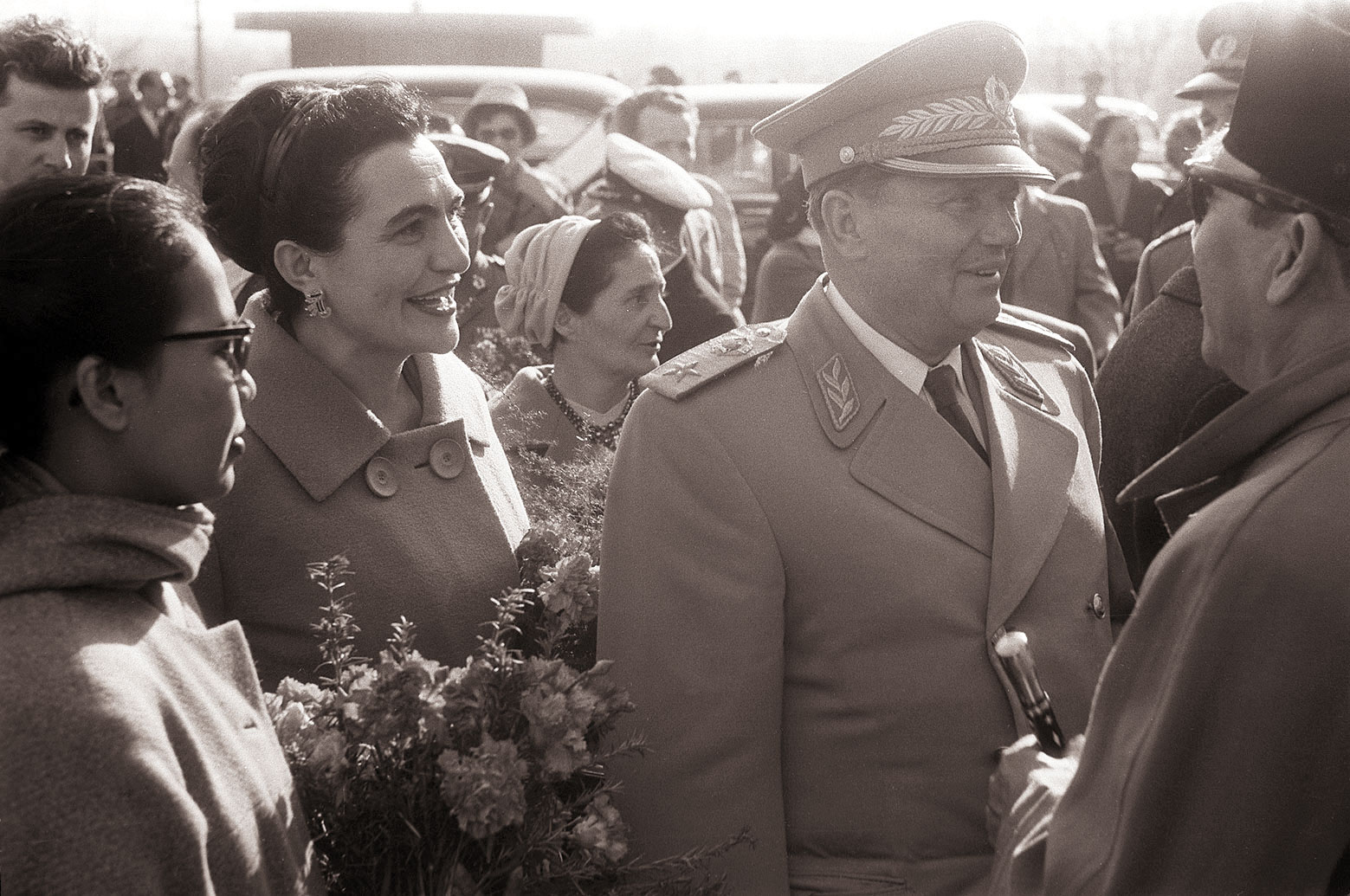
Маршал Иосип Броз Тито в 1960 году

После освобождения была провозглашена Демократическая Федеративная Республика Югославия, и Тито стал её премьер-министром и министром иностранных дел.
Ухудшились отношения с СССР. Руководители Компартии Югославии отказались подчиниться Сталину, который хотел включения Югославии в Балканскую федерацию. В связи с этим межгосударственные и межпартийные связи с СССР были разорваны.
В 1949 году советское руководство разорвало Договор о дружбе, взаимной помощи и послевоенном сотрудничестве с Югославией. Началась пропагандистская кампания, направленная на дискредитацию югославского руководства.
Утверждалось: в Югославии существует «антикоммунистический полицейский режим фашистского типа». Советские издания писали в этот период о «кровавой клике Тито-Ранковича». По некоторым данным, советские спецслужбы совершали пять покушений на жизнь премьер-министра, но попытки были отмененены из-за письма с угрозами Сталину от Тито.
В этот период Югославия сблизилась с США и другими странами блока НАТО. Соединённые Штаты поставили в Югославию вооружение: значительное количество самолётов, танков, другого оружия. В 1953-54 годах Югославия подписала соглашение с Грецией и Турцией, имевшее в том числе и военную составляющую.
В 1953 году Тито избрали президентом страны, он занимал должность до конца жизни.
При Хрущёве, посетившем Югославию в 1955 году, советско-югославские отношения восстановились. Несмотря на это, Коммунистическая партия Югославии во главе с Тито и далее успешно противостояла идеологическому и политическому давлению СССР.
Югославы выдвинули собственную модель социалистического общества. Тито одобрил вторжение советских войск в Венгрию в 1956 году, но осудил вторжение сил Организации Варшавского договора в Чехословакию в 1968 году.
В середине 1970-х обвинили в антигосударственной деятельности жену Тито — Йованку. По одной версии, Тито обвинил её в ряде преступлений, в том числе в шпионаже в пользу СССР, раскрытии государственной тайны и подготовке переворота.
По другой версии, обвинения были сфальсифицированы группой заговорщиков, манипулировавших Тито, во главе которых стояли Стане Доланц и Никола Любичич. Суд был неудобен, и обвиняемую просто изолировали в особняке со всеми удобствами в центре Белграда — сестре Йованки, Наде запретили говорить о случившемся, угрожая расправой.
Милошевич не отменил этого решения, и таким образом, Йованка фактически 25 лет находилась под домашним арестом и была освобождена только в 2000 году.
В годы правления Тито Югославия заняла видное место в Движении неприсоединения. За весь период его правления уровень жизни и экономического развития СФРЮ был самым высоким в странах социалистического лагеря, кроме ГДР.

### Болезнь, смерть и похороны
В 1980 году Иосип Броз Тито тяжело заболел. Одной из причин болезни стало длительное курение. На левой ноге была обнаружена закупорка вен, в январе ему была проведена ампутация левой ноги, но это не привело к улучшению состояния. Скончался он в Любляне в ночь на 4 мая 1980 года, не дожив трёх дней до своего 88-летия. Перед этим свыше 100 дней находился в состоянии комы. Похоронен в мавзолее «Дом цветов» в Белграде. Последующие десять лет 4 мая в 15 часов 5 минут дату смерти Иосипа Броз Тито вся Югославия отмечала минутой молчания.

## Титоизм
Иосип Броз Тито был основателем нового коммунистического течения — титоизма.
Данное течение возникло после разногласий Тито со Сталиным. Основным принципом титоизма было то, что в каждом государстве средства достижения коммунизма должны определяться самим государством (то есть Югославией), а не внешними силами (под которыми понимался Советский Союз). Тито на протяжении своего правления проводил политику неприсоединения и не участвовал в Организации Варшавского договора, а в Совете экономической взаимопомощи Югославия участвовала на основе специальных соглашений, официально не входя в эту организацию. В экономике осуществлялись эксперименты с «самоуправленческим социализмом».

## Семья и потомки

### Происхождение
Предки Иосипа Броза Тито указаны ниже:
| \| \| \| \| \| \| \| \| \| \| \| \| \| \| \| \| \| \| \| \| 8. Мартин Броз (1786—?) \| \| \| \| \| \| \| \| \| \| \| \| \| \| \| \| \| \| \| \| \| \| \| \| \| \| \| \| \| \| \| \| \| \| \| \| \| \| \| \| \| \| \| \| \| \| \| \| \| \| \| \| \| \| 4. Мартин Броз (1829—1874) \| \| \| \| \| \| \| \| \| \| \| \| \| \| \| \| \| \| \| \| \| \| \| \| \| \| \| \| \| \| \| \| \| \| \| \| \| \| \| \| \| \| \| \| \| \| \| \| \| \| \| \| \| \| 9. Анна Броз (1791—?), в девичестве Медведец \| \| \| \| \| \| \| \| \| \| \| \| \| \| \| \| \| \| \| \| \| \| \| \| \| \| \| \| \| \| \| \| \| \| \| \| \| \| \| \| \| \| \| \| \| \| \| \| \| \| \| \| \| \| 2. Франьо Броз (1860—1936) \| \| \| \| \| \| \| \| \| \| \| \| \| \| \| \| \| \| \| \| \| \| \| \| \| \| \| \| \| \| \| \| \| \| \| \| \| \| \| \| \| \| \| \| \| \| \| \| \| \| \| \| \| \| 10. Андреас Блажичко (1789—1869) \| \| \| \| \| \| \| \| \| \| \| \| \| \| \| \| \| \| \| \| \| \| \| \| \| \| \| \| \| \| \| \| \| \| \| \| \| \| \| \| \| \| \| \| \| \| \| \| \| \| \| \| \| \| 5. Яна Броз (1836—1904), в девичестве Блажичко \| \| \| \| \| \| \| \| \| \| \| \| \| \| \| \| \| \| \| \| \| \| \| \| \| \| \| \| \| \| \| \| \| \| \| \| \| \| \| \| \| \| \| \| \| \| \| \| \| \| \| \| \| \| 11. Тереза Блажичко (1795—?), в девичестве Посавец \| \| \| \| \| \| \| \| \| \| \| \| \| \| \| \| \| \| \| \| \| \| \| \| \| \| \| \| \| \| \| \| \| \| \| \| \| \| \| \| \| \| \| \| \| \| \| \| \| \| \| \| \| \| 1. Иосип Броз Тито (1892—1980) \| \| \| \| \| \| \| \| \| \| \| \| \| \| \| \| \| \| \| \| \| \| \| \| \| \| \| \| \| \| \| \| \| \| \| \| \| \| \| \| \| \| \| \| \| \| \| \| \| \| \| \| \| \| 12. Михаил Явершек (1804—1886) \| \| \| \| \| \| \| \| \| \| \| \| \| \| \| \| \| \| \| \| \| \| \| \| \| \| \| \| \| \| \| \| \| \| \| \| \| \| \| \| \| \| \| \| \| \| \| \| \| \| \| \| \| \| 6. Мартин Явершек (1839—1915) \| \| \| \| \| \| \| \| \| \| \| \| \| \| \| \| \| \| \| \| \| \| \| \| \| \| \| \| \| \| \| \| \| \| \| \| \| \| \| \| \| \| \| \| \| \| \| \| \| \| \| \| \| \| 13. Мария Явершек (1806—1862), в девичестве Габрон \| \| \| \| \| \| \| \| \| \| \| \| \| \| \| \| \| \| \| \| \| \| \| \| \| \| \| \| \| \| \| \| \| \| \| \| \| \| \| \| \| \| \| \| \| \| \| \| \| \| \| \| \| \| 3. Мария Броз (1864—1918), в девичестве Явершек \| \| \| \| \| \| \| \| \| \| \| \| \| \| \| \| \| \| \| \| \| \| \| \| \| \| \| \| \| \| \| \| \| \| \| \| \| \| \| \| \| \| \| \| \| \| \| \| \| \| \| \| \| \| 14. Йозеф Пострежин (1803—1868) \| \| \| \| \| \| \| \| \| \| \| \| \| \| \| \| \| \| \| \| \| \| \| \| \| \| \| \| \| \| \| \| \| \| \| \| \| \| \| \| \| \| \| \| \| \| \| \| \| \| \| \| \| \| 7. Мария Явершек (1839—1906), в девичестве Пострежин \| \| \| \| \| \| \| \| \| \| \| \| \| \| \| \| \| \| \| \| \| \| \| \| \| \| \| \| \| \| \| \| \| \| \| \| \| \| \| \| \| \| \| \| \| \| \| \| \| \| \| \| \| \| 15. Барбара Пострежин (1805—1859), в девичестве Рожанц \| \| \| \| \| \| \| \| \| \| \| \| \| \| \| \| \| \| \| \| \| \| \| \| \| \| \| \| \| \| \| \| \| \| \| \| \| \| \| \| \| \| \| \| \| \| \| \| \| \| \| \| |                                                        |  |  |  |  |  |  |  |  |  |  |  |  |  |  |  |
| |                                                        |  |  |  |  |  |  |  |  |  |  |  |  |  |  |  |
| | 8. Мартин Броз (1786—?)                                |  |  |  |  |  |  |  |  |  |  |  |  |  |  |  |
| |                                                        |  |  |  |  |  |  |  |  |  |  |  |  |  |  |  |
| |                                                        |  |  |  |  |  |  |  |  |  |  |  |  |  |  |  |
| | 4. Мартин Броз (1829—1874)                             |  |  |  |  |  |  |  |  |  |  |  |  |  |  |  |
| |                                                        |  |  |  |  |  |  |  |  |  |  |  |  |  |  |  |
| |                                                        |  |  |  |  |  |  |  |  |  |  |  |  |  |  |  |
| | 9. Анна Броз (1791—?), в девичестве Медведец           |  |  |  |  |  |  |  |  |  |  |  |  |  |  |  |
| |                                                        |  |  |  |  |  |  |  |  |  |  |  |  |  |  |  |
| |                                                        |  |  |  |  |  |  |  |  |  |  |  |  |  |  |  |
| | 2. Франьо Броз (1860—1936)                             |  |  |  |  |  |  |  |  |  |  |  |  |  |  |  |
| |                                                        |  |  |  |  |  |  |  |  |  |  |  |  |  |  |  |
| |                                                        |  |  |  |  |  |  |  |  |  |  |  |  |  |  |  |
| | 10. Андреас Блажичко (1789—1869)                       |  |  |  |  |  |  |  |  |  |  |  |  |  |  |  |
| |                                                        |  |  |  |  |  |  |  |  |  |  |  |  |  |  |  |
| |                                                        |  |  |  |  |  |  |  |  |  |  |  |  |  |  |  |
| | 5. Яна Броз (1836—1904), в девичестве Блажичко         |  |  |  |  |  |  |  |  |  |  |  |  |  |  |  |
| |                                                        |  |  |  |  |  |  |  |  |  |  |  |  |  |  |  |
| |                                                        |  |  |  |  |  |  |  |  |  |  |  |  |  |  |  |
| | 11. Тереза Блажичко (1795—?), в девичестве Посавец     |  |  |  |  |  |  |  |  |  |  |  |  |  |  |  |
| |                                                        |  |  |  |  |  |  |  |  |  |  |  |  |  |  |  |
| |                                                        |  |  |  |  |  |  |  |  |  |  |  |  |  |  |  |
| | 1. Иосип Броз Тито (1892—1980)                         |  |  |  |  |  |  |  |  |  |  |  |  |  |  |  |
| |                                                        |  |  |  |  |  |  |  |  |  |  |  |  |  |  |  |
| |                                                        |  |  |  |  |  |  |  |  |  |  |  |  |  |  |  |
| | 12. Михаил Явершек (1804—1886)                         |  |  |  |  |  |  |  |  |  |  |  |  |  |  |  |
| |                                                        |  |  |  |  |  |  |  |  |  |  |  |  |  |  |  |
| |                                                        |  |  |  |  |  |  |  |  |  |  |  |  |  |  |  |
| | 6. Мартин Явершек (1839—1915)                          |  |  |  |  |  |  |  |  |  |  |  |  |  |  |  |
| |                                                        |  |  |  |  |  |  |  |  |  |  |  |  |  |  |  |
| |                                                        |  |  |  |  |  |  |  |  |  |  |  |  |  |  |  |
| | 13. Мария Явершек (1806—1862), в девичестве Габрон     |  |  |  |  |  |  |  |  |  |  |  |  |  |  |  |
| |                                                        |  |  |  |  |  |  |  |  |  |  |  |  |  |  |  |
| |                                                        |  |  |  |  |  |  |  |  |  |  |  |  |  |  |  |
| | 3. Мария Броз (1864—1918), в девичестве Явершек        |  |  |  |  |  |  |  |  |  |  |  |  |  |  |  |
| |                                                        |  |  |  |  |  |  |  |  |  |  |  |  |  |  |  |
| |                                                        |  |  |  |  |  |  |  |  |  |  |  |  |  |  |  |
| | 14. Йозеф Пострежин (1803—1868)                        |  |  |  |  |  |  |  |  |  |  |  |  |  |  |  |
| |                                                        |  |  |  |  |  |  |  |  |  |  |  |  |  |  |  |
| |                                                        |  |  |  |  |  |  |  |  |  |  |  |  |  |  |  |
| | 7. Мария Явершек (1839—1906), в девичестве Пострежин   |  |  |  |  |  |  |  |  |  |  |  |  |  |  |  |
| |                                                        |  |  |  |  |  |  |  |  |  |  |  |  |  |  |  |
| |                                                        |  |  |  |  |  |  |  |  |  |  |  |  |  |  |  |
| | 15. Барбара Пострежин (1805—1859), в девичестве Рожанц |  |  |  |  |  |  |  |  |  |  |  |  |  |  |  |
| |                                                        |  |  |  |  |  |  |  |  |  |  |  |  |  |  |  |
| |                                                        |  |  |  |  |  |  |  |  |  |  |  |  |  |  |  |

### Женщины и дети
Первой любовью Иосипа Броза была Агафья Бирюкова (1896—1992) — девушка из села Каласево Симбирской губернии, где в 1916 году он, будучи военнопленным, работал на мельнице. Их отношения прекратились после того, как Броза перевели в другой лагерь. Вскоре после отъезда возлюбленного Агафья родила дочь Нюру, а в 1918 году вышла замуж за односельчанина Лаврентия Сарайкина, с которым уехала в Туркменистан на строительство Семиреченской железной дороги. Впоследствии вернулась в Каласево, где жила до самой смерти в 1992 году.
Впоследствии Иосип Броз был женат пять раз, но венчался трижды. Жёнами Иосипа Броза были:
- Пелагея (Полка) Денисовна Белоусова (1904—1967). Венчалась с Иосипом в Омске. Родились четверо детей: первый умер в младенчестве, двое других (Златица и Хинко) умерли в детстве. Выжил четвёртый сын Жарко. После развода с Иосипом родила дочь Нину.
- Анна Кёнинг (нем. Anna Köning), известна под псевдонимом Эльза Луция Бауэр (1914—1937). Венчалась с Иосипом. Расстреляна в 1937 году в Москве по обвинению в шпионаже в пользу Германии.
- Герта Хаас (1914—2010). Не венчалась с Иосипом. Родила сына Александра «Мишу». После развода с Иосипом родила ещё двух дочерей.
- Даворянка Паунович (1921—1946). Не венчалась с Иосипом. Была больна туберкулёзом, лечилась в СССР, но вскоре вернулась в Югославию и скончалась.
- Йованка Будисавлевич-Броз (1924—2013). Венчалась с Иосипом. В 1970-х годах была обвинена мужем в подготовке переворота и посажена под домашний арест, хотя сама считала, что её арест не был инициативой мужа. Приговор был отменён только Воиславом Коштуницей в 2000 году. С 2009 года являлась полноценной гражданкой Сербии.

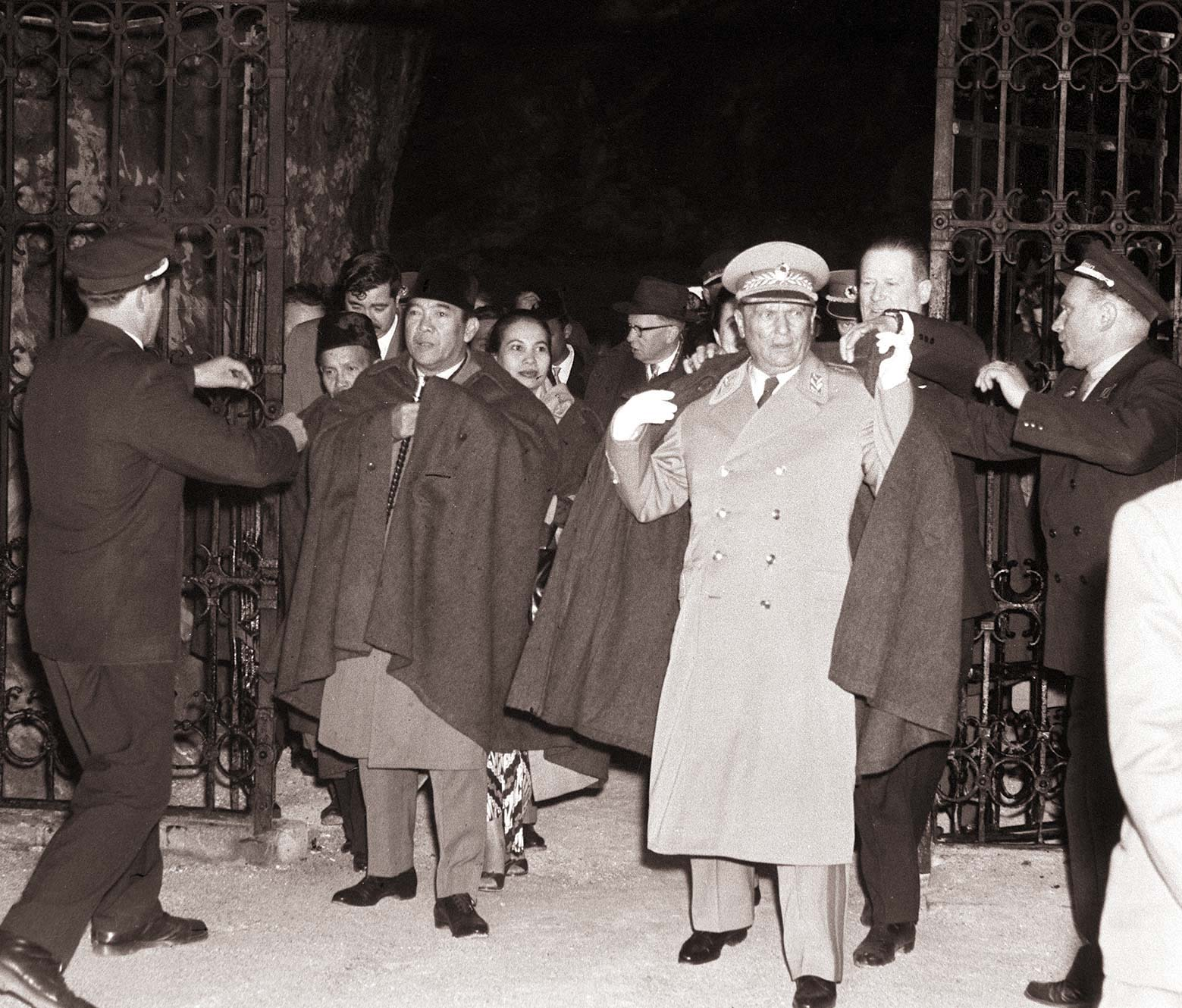
Иосип Броз Тито с президентом Индонезии Сукарно. 1960 год

### Внуки
В настоящий момент в бывших югославских республиках проживают много внуков и правнуков Иосипа Броза, причём они носят фамилию Броз.
- Старший сын Жарко был женат трижды. От первого брака с Тамарой Вегер у него появились сын Йошка (был лидером Коммунистической партии (Сербия)) и дочь Златица. От второго брака с Терезой Куюнджич — сыновья Вукашин и Иван. От третьего брака со Златой Броз-Елинек — дочери Светлана и Соня, а также сын Иван.
  - Правнуки Тито в линии Йошки Броза: Небойша, Виктор (от первого брака) и Тамара (от второго брака). Праправнуки: Лука, Филипп и Лазарь.
- Младший сын Александр женат на Мире Косинц, у них есть дочь Александра (Саша) и сын Андрей.

### Вопрос о происхождении
Тито не любил распространяться о своей молодости и не пытался искать родных и близких, что породило ряд теорий заговора о его некрестьянском и даже иностранном происхождении.
По одной из версий, Тито был самозванцем — русским, поляком или немцем, ещё до Второй мировой войны присвоившим себе имя Иосипа Броза. В качестве аргумента чаще всего приводят особенности его устной и письменной речи, в частности, нехарактерную для сербохорватского языка палатализацию и грамматические формы. Такое утверждение содержится, в частности, в лингвистическом анализе, опубликованном в журнале Агентства национальной безопасности США Cryptologic Spectrum, который ссылается также на впечатления Драголюба Михаиловича, после личной встречи с Тито посчитавшего его русским. В то же время, по мнению хорватских специалистов, отклонения от языковой нормы объясняются тем, что Тито родился в Загорье, где распространены кайкавские диалекты.
По другой версии, родители Тито были людьми высокого происхождения. Её сторонники полагают, что аристократические манеры и эрудиция Тито, его умение изъясняться на как минимум десяти языках, фехтовать, играть в шахматы и на фортепиано исключает рождение в крестьянской семье.
В 2015 году Саша Броз обвинила хорватского адмирала и писателя Давора Домазета-Лошо в клевете в отношении её деда: Домазет-Лошо в книге «Адмиральские записки» утверждает, что Тито был незаконнорождённым сыном некоего венского богача и горничной. Свою реакцию она выразила в форме пародийного пересказа родословной Тито и назвала все заявления Домазета-Лошо всего лишь попыткой написать какой-нибудь бредовый бестселлер.

## Награды

### Югославия
| Наименование награды                               | Страна    | Дата                                    | Место награждения     |
| -------------------------------------------------- | --------- | --------------------------------------- | --------------------- |
| Орден Народного героя Югославии (Трижды)           | Югославия | 6 ноября 1944, 15 мая 1972, 16 мая 1977 | Вис, Белград, Белград |
| Орден Югославской большой звезды                   | Югославия | 1 февраля 1954                          | Белград               |
| Орден Свободы                                      | Югославия | 12 июня 1945                            | Белград               |
| Орден Героя социалистического труда                | Югославия | 1950                                    | Белград               |
| Орден Национального освобождения                   | Югославия | 15 августа 1943                         | Яйце                  |
| Орден Военного флага                               | Югославия | 29 декабря 1951                         | Белград               |
| Орден Югославского флага                           | Югославия | 26 ноября 1947                          | Белград               |
| Золотой орден Партизанской Звезды                  | Югославия | 15 августа 1943                         | Яйце                  |
| Орден Республики с золотым венком                  | Югославия | 2 июля 1960                             | Белград               |
| Золотая звезда ордена «За заслуги перед народом»   | Югославия | 9 июня 1945                             | Белград               |
| Золотая звезда ордена братства и единства          | Югославия | 15 августа 1943                         | Яйце                  |
| Орден Югославской Народной Армии с лавровым венком | Югославия | 29 декабря 1951                         | Белград               |
| Большая звезда ордена Военных заслуг               | Югославия | 29 декабря 1951                         | Белград               |
| Орден «За храбность»                               | Югославия | 15 августа 1943                         | Яйце                  |
| Юбилейная медаль Югославскому партизану - 1941     | Югославия | 14 сентября 1944                        | Вис                   |
| Медаль «30 лет победы над фашизмом»                | Югославия | 9 мая 1975                              | Белград               |
| Медаль «10 лет Югославской народной армии»         | Югославия | 22 декабря 1951                         | Белград               |
| Медаль «20 лет Югославской народной армии»         | Югославия | 22 декабря 1961                         | Белград               |
| Медаль «30 лет Югославской народной армии»         | Югославия | 22 декабря 1971                         | Белград               |

### Других государств
| Наименование награды                                                                                    | Страна         | Дата                           | Место награждения     |
| --- | -------------- | ------------------------------ | --------------------- |
| Большая звезда Почёта за заслуги перед Австрийской Республикой                                          | Австрия        | 9 февраля 1965                 | Вена                  |
| Большая цепь ордена Солнца                                                                              | Афганистан     | 1 ноября 1960                  | Кабул                 |
| Большой крест ордена Леопольда I                                                                        | Бельгия        | 6 октября 1970                 | Брюссель              |
| Цепь ордена Кондора Анд                                                                                 | Боливия        | 29 сентября 1963               | Кочабамба             |
| Большая цепь ордена Южного Креста                                                                       | Бразилия       | 19 сентября 1963               | Бразилиа              |
| Народный орден Труда 1 класса                                                                           | Болгария       | 25 ноября 1947                 | София                 |
| Орден «9 сентября 1944 года» 1 степени                                                                  | Болгария       | 25 ноября 1947                 | София                 |
| Орден «Георгий Димитров»                                                                                | Болгария       | 22 сентября 1965               | София                 |
| Великий командор ордена Истины                                                                          | Бирма          | 6 января 1955                  | Рангун                |
| Большой крест Королевского ордена Камбоджи 1 степени                                                    | Камбоджа       | 20 июля 1956                   | Бриони                |
| Цепь Национального ордена Независимости                                                                 | Камбоджа       | 17 января 1968                 | Пномпень              |
| Большой крест ордена Заслуг перед Камеруном                                                             | Камерун        | 21 июня 1967                   | Бриджуни              |
| Большой крест ордена Заслуг перед Чили                                                                  | Чили           | 24 сентября 1963               | Сантьяго              |
| Большой крест ордена Заслуг                                                                             | Конго          | 10 сентября 1975               | Белград               |
| Цепь ордена Белого льва 1 степени                                                                       | ЧССР           | 22 марта 1946                  | Прага                 |
| Военный орден Белого льва «За Победу» 1 степени                                                         | ЧССР           | 22 марта 1946                  | Прага                 |
| Орден Слона                                                                                             | Дания          | 29 октября 1974                | Копенгаген            |
| Большая цепь ордена Нила                                                                                | Египет         | 28 декабря 1955                | Каир                  |
| Большая цепь и лента ордена Царицы Савской                                                              | Эфиопия        | 21 июля 1954                   | Белград               |
| Военная медаль Святого Георгия за Победу                                                                | Эфиопия        | 21 июля 1954                   | Белград               |
| Medal for Defence of the Country with Five Palm Leaves                                                  | Эфиопия        | 21 июля 1954                   | Белград               |
| Большой Крест на цепи ордена Белой розы Финляндии                                                       | Финляндия      | 6 мая 1963                     | Белград               |
| Большой Крест ордена Бани                                                                               | Великобритания | 17 октября 1972                | Белград               |
| Большой крест ордена Почётного легиона                                                                  | Франция        | 7 мая 1956                     | Париж                 |
| Военный Крест 1939—1945 с пальмовой ветвью                                                              | Франция        | 7 мая 1956                     | Париж                 |
| Воинская медаль                                                                                         | Франция        | 7 мая 1956                     | Париж                 |
| Крест Добровольцев                                                                                      | Франция        | 29 июня 1956                   | Белград               |
| Большой крест Национального ордена «За заслуги»                                                         | Франция        | 6 декабря 1976                 | Белград               |
| Орден «За заслуги перед ФРГ» специального класса                                                        | ФРГ            | 24 июня 1974                   | Бонн                  |
| Орден Карла Маркса (Дважды)                                                                             | ГДР            | 12 ноября 1974, 12 января 1977 | Берлин, Белград       |
| Большой крест ордена Спасителя                                                                          | Греция         | 2 июня 1954                    | Афины                 |
| Большой крест и Звезда ордена Венгерской Республики                                                     | Венгрия        | 7 декабря 1947                 | Будапешт              |
| Орден Заслуг перед Венгерской Народной Республики 1 степени                                             | Венгрия        | 7 декабря 1947                 | Будапешт              |
| Орден Знамени Венгерской Народной Республики 1 степени с бриллиантами                                   | Венгрия        | 14 сентября 1964               | Будапешт              |
| Орден «Священная звезда»                                                                                | Индонезия      | 28 декабря 1958                | Джакарта              |
| Орден Партизанской звезды                                                                               | Индонезия      | 28 декабря 1958                | Джакарта              |
| Большая цепь ордена Пехлеви                                                                             | Иран           | 3 июня 1966                    | Багдад                |
| Юбилейная медаль 2500-летия основания Персидской империи                                                | Иран           | 14 октября 1971                | Персеполис            |
| Орден Междуречья 1 класса                                                                               | Ирак           | 14 августа 1967                | Белград               |
| Орден Междуречья 1 класса военного дивизиона                                                            | Ирак           | 7 февраля 1979                 | Белград               |
| Кавалер Большого креста, декорированного большой лентой ордена За заслуги перед Итальянской Республикой | Италия         | 2 октября 1969                 | Италия                |
| Высший орден Хризантемы                                                                                 | Япония         | 8 апреля 1968                  | Токио                 |
| Герой КНДР                                                                                              | КНДР           | 25 августа 1977                | Пхеньян               |
| Орден Государственного флага I степени                                                                  | КНДР           | 25 августа 1977                | Пхеньян               |
| Орден Пионеров Республики                                                                               | Либерия        | 15 марта 1961                  | Монровия              |
| Большой крест ордена Золотого льва Нассау                                                               | Люксембург     | 9 октября 1970                 | Люксембург            |
| Цепь ордена Ацтекского орла                                                                             | Мексика        | 30 марта 1963                  | Белград               |
| Орден Сухэ-Батора                                                                                       | Монголия       | 20 апреля 1968                 | Улан-Батор            |
| Большая цепь ордена Мухамадийя                                                                          | Марокко        | l апреля 1961                  | Рабат                 |
| Кавалер Большого креста ордена Нидерландского льва                                                      | Нидерланды     | 20 октября 1970                | Амстердам             |
| Большой крест ордена Святого Олафа                                                                      | Норвегия       | 13 мая 1965                    | Осло                  |
| Большая цепь ордена Мануэля Амадора Герреро                                                             | Панама         | 15 марта 1976                  | Панама                |
| Большой крест ордена Возрождения Польши (Дважды)                                                        | Польша         | 25 июня 1964, 4 мая 1973       | Варшава, Замок Брдо   |
| Большой Крест ордена «За воинскую доблесть»                                                             | Польша         | 16 марта 1946                  | Варшава               |
| Орден «Крест Грюнвальда» I степени                                                                      | Польша         | 19 октября 1945                | Белград               |
| Медаль «Победы и Свободы»                                                                               | Польша         | 16 марта 1946                  | Варшава               |
| Партизанский крест                                                                                      | Польша         | 16 марта 1946                  | Варшава               |
| Большая цепь ордена Меча Святого Иакова                                                                 | Португалия     | 23 октября 1975                | Белград               |
| Большая цепь ордена Инфанта дона Энрике                                                                 | Португалия     | 17 октября 1977                | Лиссабон              |
| Герой Социалистической Республики Румыния                                                               | Румыния        | 16 мая 1972                    | Дробета-Турну-Северин |
| Орден «Победа социализма»                                                                               | Румыния        | 16 мая 1972                    | Дробета-Турну-Северин |
| Большой Крест ордена Святого Марина                                                                     | Сан-Марино     | 25 сентября 1967               | Белград               |
| Орден «Победа» (№ 16)                                                                                   | СССР           | 9 сентября 1945                | Белград               |
| Орден Суворова 1 степени                                                                                | СССР           | 5 сентября 1944                | Москва                |
| Орден Ленина                                                                                            | СССР           | 5 июня 1972                    | Москва                |
| Орден Октябрьской Революции                                                                             | СССР           | 23 мая 1977                    | Москва                |
| Медаль «Двадцать лет Победы в Великой Отечественной войне 1941—1945 гг.»                                | СССР           | 7 мая 1965                     | Москва                |
| Юбилейная медаль «В ознаменование 100-летия со дня рождения Владимира Ильича Ленина»                    | СССР           | 22 апреля 1970                 | Москва                |
| Медаль «Тридцать лет Победы в Великой Отечественной войне 1941—1945 гг.»                                | СССР           | 7 мая 1975                     | Москва                |

В 1945 году Тито было присвоено звание почётного жителя Загреба.
Всего у Тито было 97 орденов, медалей и званий.

## Память

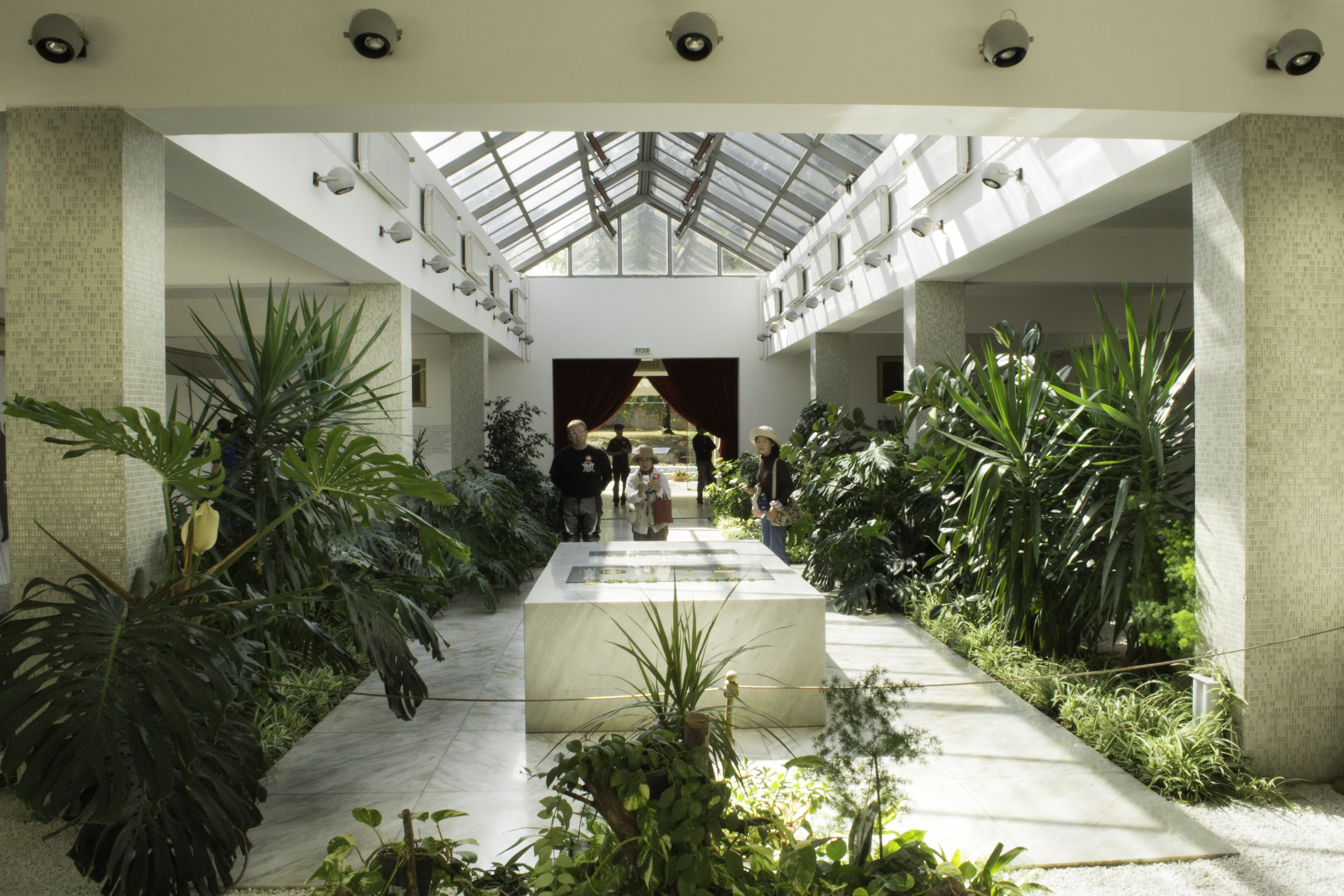
Мавзолей Тито в Белграде

### В честь Тито были названы
- столица Черногории Подгорица с 1946 по 1991 год называлась Титоград
- город Велес в Македонии с 1946 по 1991 год назывался Титов-Велес
- город Косовска-Митровица в Косово назывался Титова-Митровица
- город Ужице в Сербии с 1946 по 1992 назывался Титово-Ужице
- город Кореница в Хорватии с 1945 по 1997 назывался Титова-Кореница
- город Дрвар в Боснии и Герцеговине с 1981 по 1991 назывался Титов-Дрвар
- город Врбас в Сербии с 1946 по 1991 назывался Титов-Врбас
- город Веленье в Словении с 1981 по 1991 назывался Титово-Веленье
- Площадь маршала Тито (Trg Maršala Tito) в Загребе, Хорватия
- Площадь Иосипа Броз Тито в Москве
- улица в городе Омске, Россия
- улица в городе Луанда, Ангола
- водяная мельница, на которой работал Иосиф Броз Тито механиком в селе Боголюбовка Марьяновского района Омской области, является памятником истории местного значения
- улица маршала Тито в городе Охрид, Македония
- улица маршала Тито в городе Бар, Черногория
- улица маршала Тито в городе Тиват, Черногория

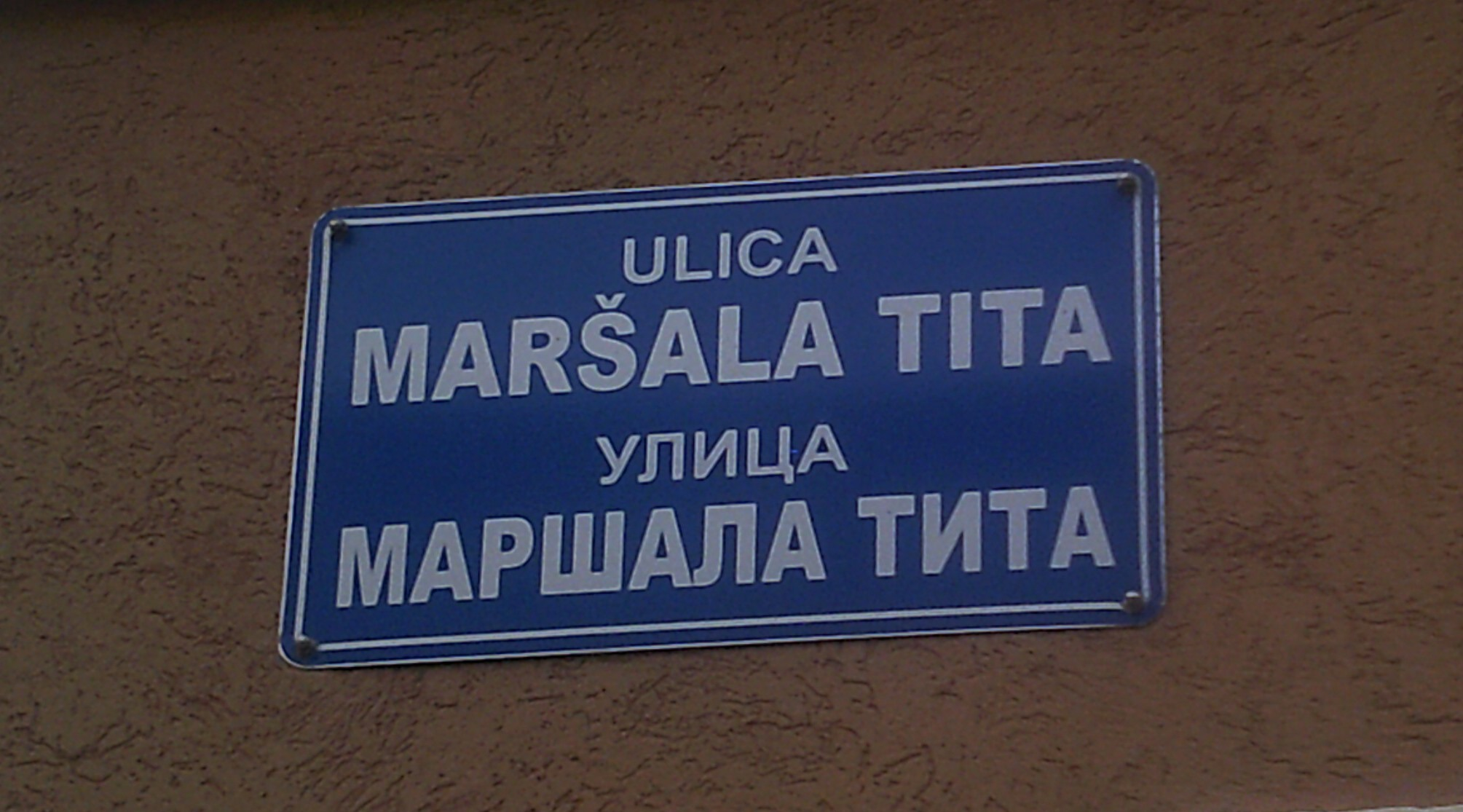
Улица в Тивате

- вторая по высоте гора в Македонии носит имя Тито — Титов-Врх
- В Мексике, в столице — городе Мехико, Брозу Тито поставлен памятник на улице Пасео де ла Реформа (Paseo de la Reforma)
- В хорватском национальном парке Бриони, на острове Вели-Бриюн работает Музей Тито[82].
- Тито посвящена часть экспозиции Музея истории Югославии в Белграде.
- 19 декабря 2018 года в центре столицы Черногории Подгорицы открыт памятник маршалу Тито[83].

### В астрономии
- Именем Тито назван астероид (1550) в Главном поясе астероидов

### В песенной культуре
Наиболее популярные:
- «Сиви соколе» (серб. Сапсан);
- «Друже Тито, ми ти се кунемо» (серб. Товарищ Тито, мы тебе клянемся);
- «Уз маршала Тита» (серб. С маршалом Тито); эта песня стала гимном югославских партизан Второй мировой войны;
- «Трипут сам видео Тита» (серб. Я три раза видел Тито); песню записал Джордже Балашевич с группой «Рани мраз».

### В филателии
Иосип Броз Тито неоднократно изображался на почтовых марках Югославии. Иосип Броз Тито изображён на почтовой марке КНДР номиналом 20 чон, выпущенной 4 декабря 1980 года, а также на марках СССР 1982 года и Кыргызстана 2005 года.

## В кинематографе
Маршал Тито является персонажем ряда художественных фильмов:
- В горах Югославии (1946) — Иван Берсенев
- Освобождение (1972) — Николай Еремёнко
- Сутьеска/Пятое наступление (1973) — Ричард Бёртон
- Ужицкая республика (1974) — Марко Тодорович
- Солдаты свободы (1977) — Николай Еремёнко
- Игманский марш[серб.] (1983) — Лазар Ристовский
- Тито и я (1992) — Воислав Брайович
- Андерграунд (1995) — камео
- Тени над Балканами[серб.] (2020) — Милош Бикович

## Галерея

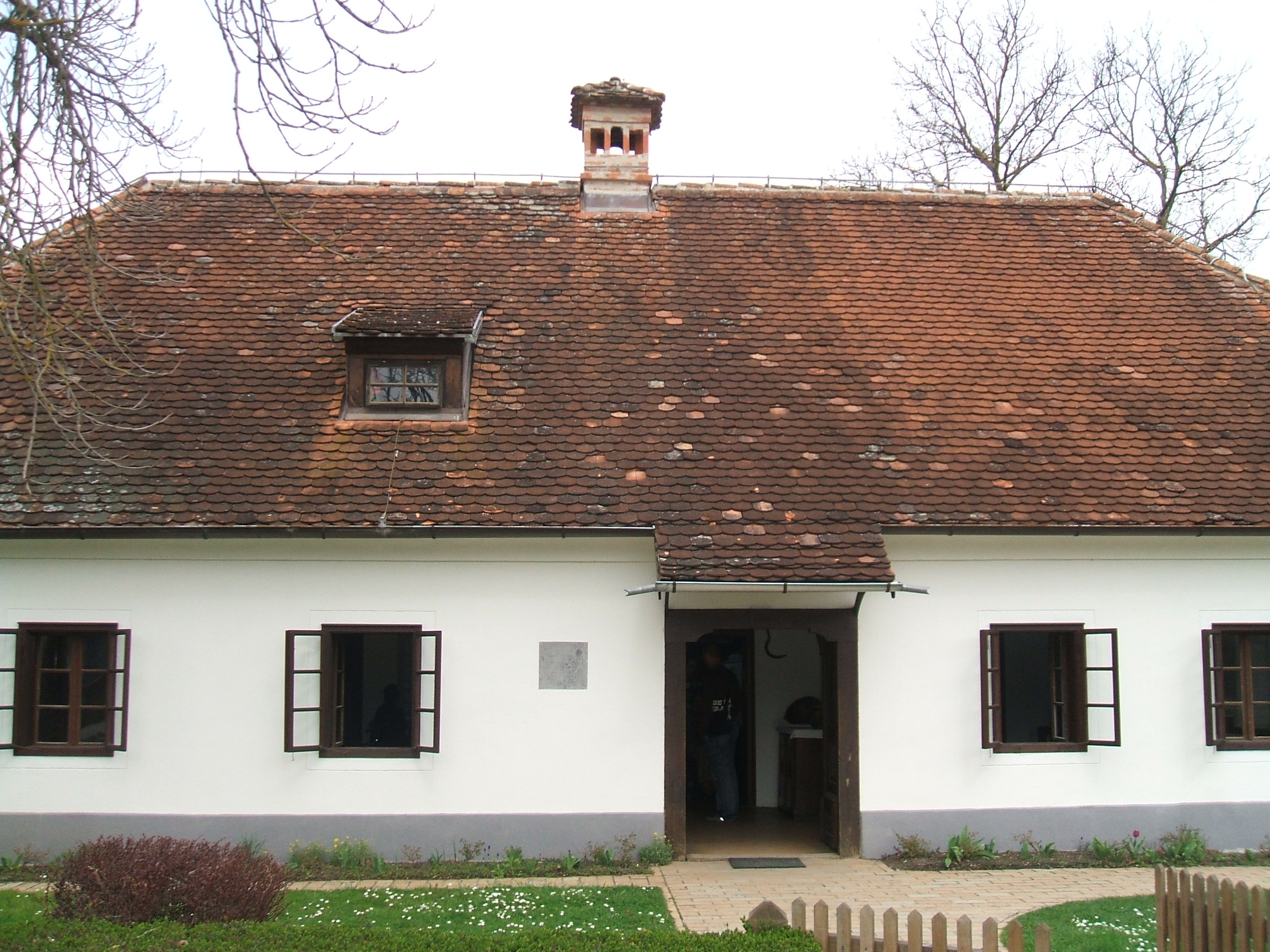
Дом, в котором родился Тито
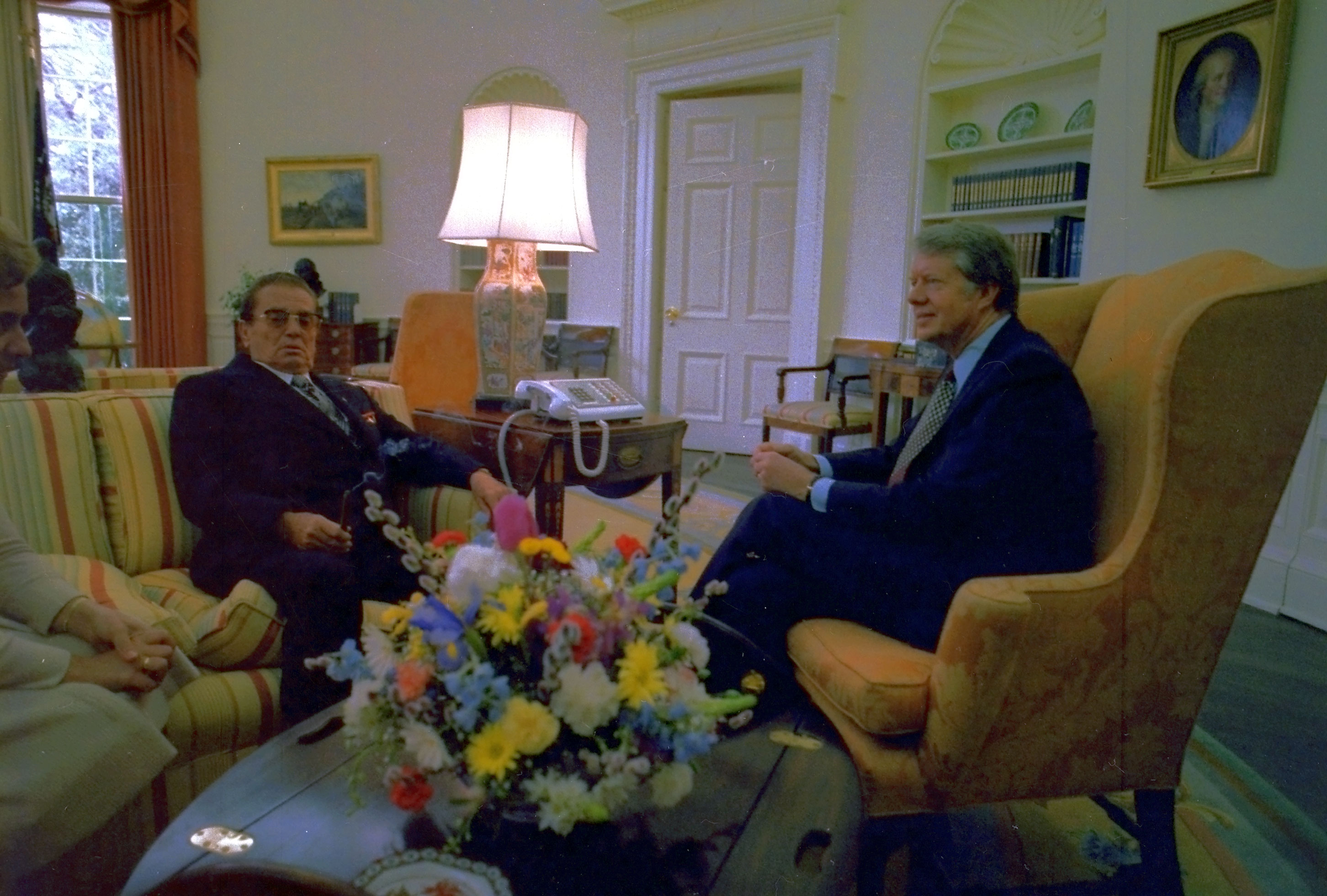
Тито и Джимми Картер в 1978 году
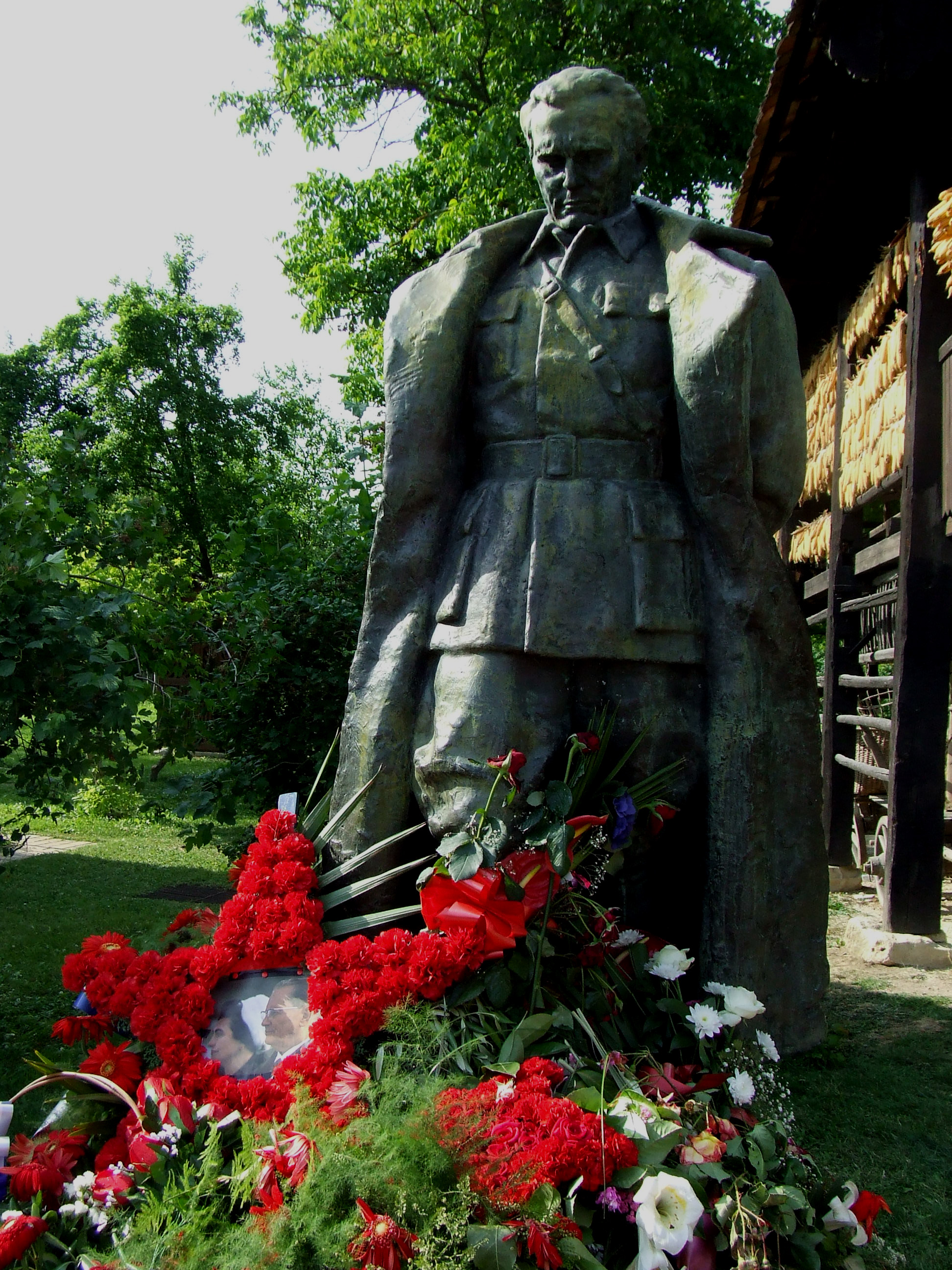
Памятник Тито
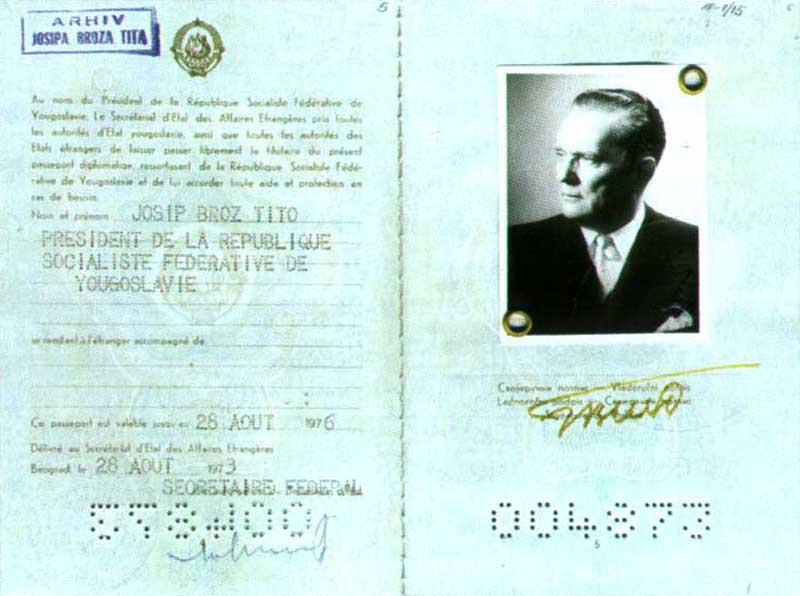
Дипломатический паспорт Тито
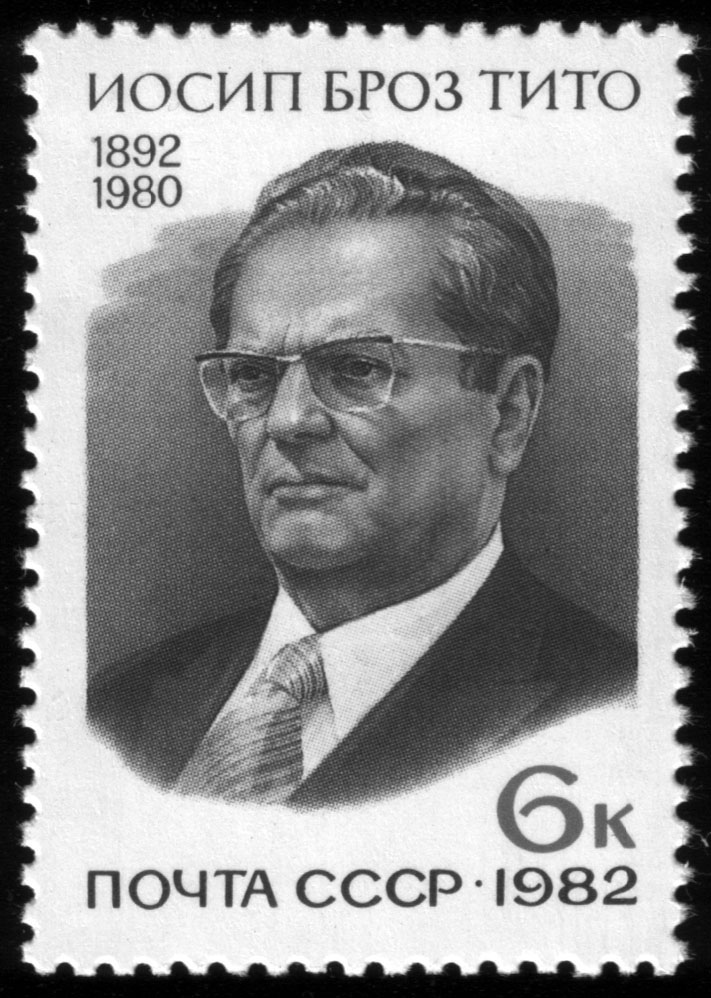
Почтовая марка СССР, посвящённая 90-летию со дня рождения И. Б. Тито, 1982 год, 6 копеек (ЦФА 5269, Скотт 5019)
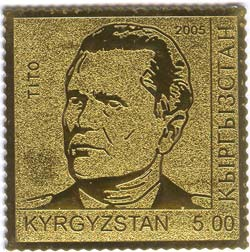
Почтовая марка Кыргызстана, 2005 год

## Комментарии
1. ↑  В советских документах упоминается под именами Фридрих Фридрихович Вальтер и Иосип Францович Брозович[1]
2. ↑  По официальной версии — 25 мая 1893 года
3. ↑  Белоусова и Броз познакомились ещё в конце 1917 года, точные обстоятельства их знакомства неизвестны[60].